# シークレイン
シークレイン（Sea-crane）は、神奈川県横浜市鶴見区の再開発地区。超高層マンションと商業施設・公益施設からなる大型複合施設。住宅部分はロイヤルタワー横濱鶴見。

## 概要
JR鶴見駅東口と京急鶴見駅西口の中間部に立地する鶴見駅東口地区第一種市街地再開発事業がUR都市機構によって整備された。再開発地区の名称は公募によって決定し、由来は海（Sea）と鶴（Crane）の英語を合わせた造語である。
元は駅前故に小規模な商店や飲食店が建ち並んでいたが、1998年に再開発計画が着手され、2008年に着工、2010年10月に竣工・開業となった。
また、当施設のホテル区画と隣接する駅ビル「つるみカミン」跡には、JR東日本による「シァル鶴見」が2012年11月にオープンした。

### 沿革
- 2010年10月1日 - カラオケ店、整骨院の専門店が先行開業（以降、コンビニエンスストアや各飲食店が続々開店[2]）。
- 2010年10月22日 - ホテルメッツ横浜鶴見（現・JR東日本ホテルメッツ横浜鶴見）をはじめとする、すべての施設[3]が開業。

### ロイヤルタワー横濱鶴見
31階建の分譲タワーマンション。ナイス株式会社が売主である。（UR賃貸住宅では無い）

### 公益施設
- 鶴見区民文化センター「サルビアホール」
- 鶴見国際交流ラウンジ
- 鶴見中央コミュニティハウス
- Jキッズ・プラネットJR鶴見保育園
- 公共地下駐車場（自走式）・駐輪場

### ホテル棟
JR東日本ホテルメッツ横浜鶴見
商業区画の鶴見駅側端の1階路面に専用出入口と専用エレベータがあり、3階にフロントがある。1-2階部分は商業区画と重複しているが完全に隔てられている。なお、深夜早朝の出入口はオートロックとなり、RFIDのルームキーをかざすかインターホンでフロントに連絡しないと解錠されない。

### 商業区画
2010年10月22日のオープンでのフロア構成。
4階

3階

## アクセス
- JR鶴見駅、京急鶴見駅より ともに徒歩1分